# Port-Brillet

Port-Brillet este o comună în departamentul Mayenne, Franța. În 2009 avea o populație de 1,948 de locuitori.